# Компай Сегундо
Компа́й Сегу́ндо (исп. Compay Segundo, дословно «Второй приятель», настоящее имя: Ма́ксимо Франси́ско Репила́до Муньо́с (исп. Máximo Francisco Repilado Muñoz), 18 ноября 1907, Сибоней, Куба — 14 июля 2003, Гавана, Куба) — кубинский певец и автор песен, один из членов проекта «Buena Vista Social Club».
Со временем юноша начинает брать уроки сольфеджио, затем, под покровительством маэстро Энрике Буэно, поступает в Музыкальный Оркестр Сантьяго в качестве кларнетиста. Едва выйдя из подросткового возраста, Компай начинает появляться в радиопередачах с квартетом Кубанакан (Cubanacan). В 1942 году вместе с Лоренсо Йерресуэло (тоже уроженцем Сибонея) основывает дуэт Los Compadres — поворотный момент в карьере обоих.
В 1998 г. Рай Кудер вместе с Ником Голдом и Хуаном де Маркосом включают его в диск Buena Vista Social Club (Клуб Буэна Виста) наравне с другими гениями кубинской музыки.